# Tarphius simplex
Tarphius simplex es una especie de coleóptero de la familia Zopheridae. La especie fue descrita científicamente por Thomas Vernon Wollaston en 1862.

## Subespecies
- Tarphius simplex rotundicollis Franz, 1990
- Tarphius simplex simplex Wollaston, 1862

## Distribución geográfica
Habita en las  islas Canarias (España).